# 共和左翼
共和左翼（西班牙語：Izquierda Republicana）是1934年成立的西班牙共和主义政党。